# 葉山瑠菜
葉山 瑠菜（はやま るな、1986年1月14日 - ）は、日本のストリッパー。元AV女優。奈良県出身。
血液型はAB型。スリーサイズ：バスト86cm・ウエスト58cm・ヒップ85cm。趣味はクラブ・特技はテニス。

## 略歴
- 2004年にAVデビュー。
- 2004年11月1日にストリップデビュー。

## 作品

### アダルトビデオ
- ドッキリ寝起き報告vol.4：葉山瑠菜
- LIP　GIRLS　4人のダイヤモンド唇
- 近親相姦秘話 姉と弟
- かわいい奥さんの集団痴女と裸エプロンで甘い新婚生活送ってみませんか？
- ブルセイダー 葉山瑠菜

### 電子書籍
- 葉山瑠菜Sexy Pose2（石川洋司　写真集）
- 泡でも濡れる（石川洋司　写真集）
- 葉山瑠菜SexyPose1（石川洋司　写真集）
- 葉山瑠奈写真集 絶世妖艶まだ19（石川洋司　写真集）
- 葉山瑠奈写真集白で大胆に（石川洋司　写真集）
- 葉山瑠奈写真集 妖艶19の装い